# Kawama
Kawama es una localidad de la provincia de Matanzas, en Cuba. Está situada en el norte de la provincia, entre Matanzas y Cárdenas. 